# لا اسم للحصان (اختلال ضال)
«لا اسم للحصان» (بالإسبانية: Caballo sin Nombre)‏ هي الحلقة الثالثة للموسم الثالث من مسلسل إيه إم سي التلفزيوني الدرامي اختلال ضال. كتبها بيتر غولد وأخرجها آدم بيرنستاين، بُثَّت على إيه إم سي في 28 مارس 2010.

## وصلات خارجية
- «لا اسم للحصان» على إيه إم سي (بالإنجليزية)
- «لا اسم للحصان» على قاعدة بيانات الأفلام على الإنترنت (بالإنجليزية)